# 白色航空
白色航空（White Airways）是一間葡萄牙的包機航空公司，成立於2005年，總部位於里斯本的衛星城鎮奧埃拉什，並以里斯本溫貝托·德爾加多機場作為樞紐機場。

## 機隊

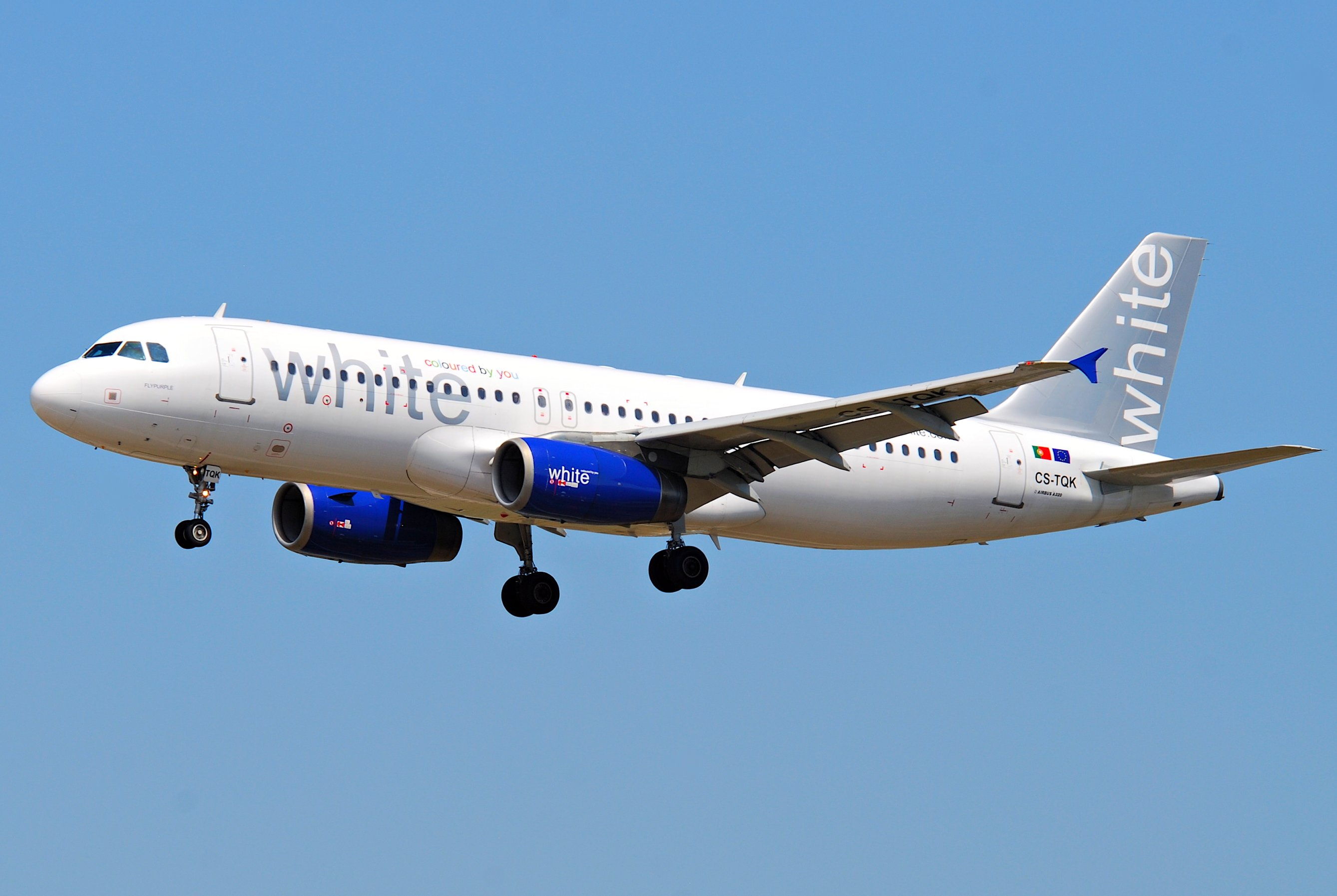
白色航空空中巴士A320-200客機

截至2017年2月，白色航空擁有以下客機:

## 外部連結
维基共享资源上的相關多媒體資源：白色航空
- Official website （页面存档备份，存于）